# هرنادبود
هرنادبود (به مجاری:  Hernádbűd) یک منطقهٔ مسکونی در مجارستان است که در بورشود-آبااوی-زمپلن واقع شده‌است.